# Wola Pawłowska (Lipsko)
Wola Pawłowska [pronunciación en polaco: /ˈvɔla paˈvwɔfska/] es un pueblo ubicado en el distrito administrativo de Gmina Solec nad Wisłą, dentro del Distrito de Lipsko, Voivodato de Mazovia, en el este de Polonia central. Se encuentra aproximadamente a 8 kilómetros al sur de Solec nad Wisłą, a 14 kilómetros al sureste de Lipsko, y a 139 kilómetros al sureste de Varsovia.